# Пам'ятники Коростеня

Фігура князя Мала, пам'ятник князю Малу, Коростень

У місті Коростені (райцентр на Житомирщині) встановлено чимало міської скульптури. Пам'ятники міста присвячені як історії міста та України, так і видатним особистостям, які цю історію творили.

## Історія міської скульптури Коростеня
Традиції встановлення міських пам'ятників у Коростені є майже безперервними від кінця 1930-х років. Пам'ятники, пам'ятні знаки і меморіали міста розташовані в різних місцях Коростеня, але нині (особливо), як і раніше за СРСР, більшість їх зосереджена в центрі (на вулиці М. Грушевського, кол. Леніна) і зокрема в міському Парку культури та відпочинку ім. М. Островського.
У коростенських пам'ятниках відображено історію міста і його участь у загальноукраїнських подіях. А історія Коростені (історичної Іскоростені) сягає давнини (са́ме тому 2005 року в центральному міському парку з'явився пам'ятний камінь на честь 1300-ліття міста).
Слід визнати, що в радянський період у місті з'являлися пам'ятники майже виключно на відзначення нової, радянської історії Коростеня та УРСР, і це при тому, що місто має давнє історичне коріння. Так, у повоєнний час (1950—1980-ті рр.) у місті вшанували Героїв ВВВ (упорядковані братські могили, погруддя С. Козака), вождя новоствореної країни (пам'ятник В. І. Леніну, 1985) та особливу увагу приділяли подіям 1920-х рр. — встановлено помпезні пам'ятники Зачинателям Всеукраїнського страйку залізничників та Комсомольцям 20-х років, а також пам'ятник Миколі Щорсу, погруддя Табукашвілі, стела Богунцям і Таращанцям та інші. Імовірно, такий «монументальний наголос» був зроблений ще й тому, що місто як важливий залізничний вузол на початку ХХ ст. відіграло значну роль не лише як осередок підбурювання страйків, а й як один із центрів визвольних змагань українців 1917—1921 рр.. 12 лютого 1918 року тут засідала Мала Рада (Президія Центральної Ради) і власне тут, у Коростені, її членами було ухвалено низку важливих рішень — про одне з них, а са́ме затвердження тризубу як гербу УНР — нагадує пам'ятний знак, встановлений уже в наш час 2006 року. Із українських діячів вшанування в бронзі і камені за доби СРСР удостоїлися Тарас Шевченко (повнофігурний якісний пам'ятник) та Богдан Хмельницький (непоказне погруддя) — прикметно, що розташували їх відносно далеко від центру міста (у випадку з Шевченком узагалі помістивши у периферійний парк).
За незалежності України в 1990-ті в Коростені вшанували трагічні події відносно недавньої (2-га пол. ХХ ст.) події національної історії — пам'ятні знаки на честь Чорнобильської катастрофи (1986) і Війни СРСР в Афганістані (1979—1989).

Скульптура Покрови Божої Матері

Встановлення пам'ятників у Коростені у наш час (незалежність держави) набуло особливої динаміки вже у 2-й половині 2000-х років, що не в останню чергу пов'язано з активною позицією та сприянням міської влади, наявністю місцевих талановитих митців і підтримкою (в тому числі і матеріальною) міської громади. Важливе значення мало і святкування 1300-ліття міста на початку вересня 2005 року — саме тоді в місті з'явились пам'ятний знак на честь знаменної дати і величний пам'ятник князю Малу роботи Ігоря Семеновича Зарічного. Саме він, а також Володимир Козиренко є авторами цілої низки цікавих і визначних пам'ятників, що були споруджені в Коростені надалі. Скульптура Рівноапостольної княгині Ольги (автор — І. С. Зарічний), встановлена 2008 року біля т. зв. «купальні княгині», розташована якраз під пам'ятником князеві Малу, а її риси є владними і жіночими водночас. Також 2006 року в центрі міста встановили скульптуру покровительки Коростеня — Покрови Божої Матері. Міська влада доклала значних зусиль, залучено благодійницькі кошти, впорядковано протягом 2 років (2007—2008) центральний міський парк М. Островського, що не лише сприяло поліпшенню культурного ландшафту міста, а й привабило до міста внутрішніх (переважно з Києва та Житомира) туристів. З метою поліпшення туристичного іміджу міста від 2008 року в Коростені на щорічній основі у вересні проводять Міжнародний фестиваль дерунів — са́ме в межах 2-го такого заходу відкрито, напевно, найоригінальнішу міську скульптуру — пам'ятник Деруну (автор — В. В. Козиренко).
Коростень демонструє дивовижну толерантність у міській скульптурі — особливо показово це на розі вулиць Л. Табукашвілі та І. Франка. Тут розташовані історичні кургани — по суті давні захоронення, і, наче за традицією, на цій же ділянці є братські могили — полеглих у Громадянській війні та Німецько-радянській війні, а вже за незалежності України саме тут встановили пам'ятний хрест Жертвам Голодомору 1932—1933 років.

## Міські скульптори
Визначним коростенським скульптором 1970—1980-х років був Арон Футерман — автор пам'ятника Комсомольцям 20-х років, В. Леніну, погруддя Л. Табукашвілі. Безперечно, високохудожнім монументом, абстрагуючись від ідеологічного навантаження, є пам'ятник Комсомольцям 20-х років (1973).
Приємно, що в наш час у Коростені також встановлюються цінні й визначні в художньому плані пам'ятники та скульптури. І. Зарічний — автор шедеврального, напевно, найкращого в місті, пам'ятника князеві Малу (2005), є також автором низки інших пам'ятників і скульптур (Рівноапостольної Київської княгині Ольги, Божої Матері Покров Пресвятої Богородиці). Оригінальністю відзначаються роботи місцевого скульптора В. В. Козиренка (пам'ятний знак на честь затвердження тризубу як Герба України, пам'ятник Деруну).

## Перелік пам'ятників
| Назва                                                                    | Рік встановлення | Розташування                                         | Фото | Короткі відомості |
| «1300-річчя Коростеня», пам'ятний знак                                   | 2005             | у Древлянському парку                                |      | Пам'ятний камінь з написом був встановлений до 1300-річчя міста 2005 року |
| Богунцям і таращанцям                                                    |                  | на розі вулиць Героїв Небесної Сотні та І. Франка    |      | |
| Воїнам-інтернаціоналістам                                                | 1990-ті          | у Древлянському парку                                |      | Пам'ятник воїнам-інтернаціоналістам, які брали участь у бойових діях на території інших держав, створив у 1990-х роках місцевий художник М. Бекета. Пам'ятник «являє собою надрізану ракету, яка мала полетіти в небо, але залишилася стояти на землі зламаною, як і багато доль юнаків, які загинули в бойових діях» на чужій території. |
| Воїнам МВС, загиблим у ДСВ, братська могила                              |                  | на розі вулиць Героїв Небесної Сотні та І. Франка    |      | |
| Воїнам Радянської Армії, загиблим у ДСВ, братська могила                 |                  | на розі вулиць Героїв Небесної Сотні та І. Франка    |      | |
| Деруну / «Дерун», скульптурна композиція                                 | 2009             | біля входу до Древлянському парку                    |      | Скульптурна композиція «Дерун» (пам'ятник Деруну) на вшанування популярної на Поліссі й в Україні в цілому страви деруни була урочисто (за участі Голови ВРУ В. М. Литвина) відкрита під час проведення 2-го Міжнародного фестивалю дерунів у Коростені 19 вересня 2009 року. Пам'ятник встановлено коштом міської громади — його собівартість становила 30 тис. грн. Автор — скульптор В. В. Козиренко. Виготовлено пам'ятний знак МП «Лібава Лтд». |
| Жертвам Голодомору 1932—1933 рр., пам'ятний хрест                        |                  | на розі вулиць Героїв Небесної Сотні та І. Франка    |      | |
| Козака Семена, бюст                                                      | 1949             | на вулиці Грушевського                               |      | Пам'ятник двічі Герою Радянського Союзу С. А. Козаку споруджений 1949 року за проектом архітектора К. С. Мельникова і скульптора С. Д. Шапошникова. Пам'ятник Козаку є останнім зреалізованим проєктом К. С. Мельникова і єдиним витвором митця поза межами Росії. |
| князеві Малу                                                             | 2005             | на скелі в Древлянському парку                       |      | Пам'ятник князеві Малу був відкритий 11 вересня 2005 року в день святкування 1300-річчя міста. Автори — скульптор І. С. Зарічний і архітектор С. Тумаш. |
| княгині Ольги, скульптура                                                | 2008             | біля купальні княгині Ольги в Древлянському парку    |      | Пам'ятник-скульптуру Рівноапостольної Київської княгині Ольги було відкрито 24 липня 2008 року. Автор — І. С. Зарічний. |
| Покрови Божої Матері, скульптура                                         | 2006             | на вулиці Грушевського, 3                            |      | Скульптура Божої Матері Покров Пресвятої Богородиці була відкрита 24 березня 2006 року. Автор — І. С. Зарічний. Свято Божої Матері Покров Пресвятої Богородиці є престольним святом міста Коростеня. |
| Хмельницького Богдана, бюст                                              |                  | на вулиці Б. Хмельницького                           |      | Пам'ятник гетьману України Богдану Хмельницькому |
| Чорнобильській трагедії, пам'ятний знак                                  | 1996             | на вулиці Грушевського                               |      | Пам'ятний знак Чорнобильській трагедії було відкрито в її 10-ту річницю — 26 квітня 1996 року. |
| Шевченку Тарасу                                                          | 1961             | у Парку ім. Т. Шевченка                              |      | Пам'ятник великому українському поетові та мислителю Тарасу Шевченку було встановлено 1961 року на згадку про його перебування в 1846 році на Волині. |
| Шевченку Тарасу                                                          | 2014             | на майдані перед палацом культури ім. Т. Г. Шевченка |      | Пам'ятник встановлено на згадку про перебування в 1846 році на Волині Т. Г. Шевченка та до 200-річчя з дня його народження. Попри те, що під час перебування в місті Шевченку було 32 роки, зображений він в останні роки свого життя. Скульптор — Василь Фещенко, архітектор проекту — Володимир Козиренко. |
| на честь 2000-ліття Різдва Христового, пам'ятний знак                    |                  | на вулиці М. Коцюбинського                           |      | |
| на честь артилерійського гарматного відділення часів ДСВ, пам'ятний знак |                  | у Древлянському парку                                |      | Пам'ятний знак являє собою 70-мм-ву дивізійну гармату зразка 1942 року (ЗиС-3). Артилерійське гарматне відділення на чолі з Героєм Радянського Союзу молодшим сержантом Н. Н. Кугаєвим взяло активну участь у визволенні Коростеня від німецько-фашистських загарбників у листопаді-грудні 1943 року. |
| на честь затвердження тризубу як герба України, пам'ятний знак           | 2006             | на пероні залізничного вокзалу станції «Коростень»   |      | Пам'ятний знак на честь затвердження тризубу як основи малого герба України було відкрито 3 березня 2006 року. Автор — скульптор В. В. Козиренко. Пам'ятний знак є унікальним у своєму роді, і пов'язаний він з подіями визвольних змагань 1917—1921 рр. — 12 лютого 1918 року Мала Рада (Президія Центральної Ради) саме в Коростені затвердила тризуб як герб УНР.                                                                                 |

18 травня 2019 року в Коростені на вулиці Сергія Кемського відкрили пам'ятний знак Герою України Сергію Кемському, який загинув під час Революції гідності.

## Колишні пам'ятники
| Назва                                             | Дата встановлення | Дата знесення  | Розташування                                                   | Фото | Короткі відомості |
| Володимиру Леніну                                 | 1985              | 22 лютого 2014 | перед будівлею Коростенської міськради (вул. Грушевського, 22) |      | Встановлено на честь Леніна В. І., лідера російської партії більшовиків під час радянсько-української війни. Відкритий 1985 року. Автори — скульптор Арон Футерман, архітектори Олександр Сидоренко та Н. Семененко. |
| Комсомольцям 20-х років                           | 1973              | 7 травня 2022  |                                                                |      | Монумент Комсомольцям 20-х років був відкритий 1973 року. Автори — скульптор Арон Футерман та архітектор Олександр Сидоренко.                                                                                        |
| Миколі Островському                               |                   | 13 травня 2022 | Парк Древлянський                                              |      | |
| Миколі Щорсу                                      | 1946              | 13 травня 2022 | Вулиця Івана Франка, 4                                         |      | Вперше відкритий 1937 року. Під час Другої світової війни втрачений. Відновлений у травні 1946 року. Автор — Арон Футерман.                                                                                          |
| Зачинателям Всеукраїнського страйку залізничників |                   | 17 травня 2022 | Навпроти залізничного вокзалу на вулиці Героїв Небесної Сотні  |      | |
| Табукашвілі Лукіана                               | 1977              | 25 червня 2022 | на вулиці І. Франка, 22 (на розі з вул. Героїв Небесної Сотні) |      | Пам'ятник-погруддя на честь одного з бойових ватажків більшовиків під час радянсько-української війни, начальнику Коростенського ревкому Лук'яну Табукашвілі. Відкритий 1977 року. Автор — скульптор Арон Футерман.  |

## Виноски
1. ↑  Коростень. Туристичний інформатор., Коростень: «Тріада С»? стор. 19
2. ↑  Литвин в Коростені відкрив пам'ятник деруну[недоступне посилання з липня 2019] // повідомл. за 21 вересня 2009 року на www.ua.proua.com (Новини України: політика, економіка, суспільство) [Архівовано 11 вересня 2009 у Wayback Machine.]
3. ↑  Константин Степанович Мельников: Архитектура моей жизни. Творческая концепция. Творческая практика / Сост. А. Стригалёв и И. Коккинаки. — М.: Искусство, 1985. — 311 с.
4. ↑  К 200-летию Тараса Шевченко в Коростене открыли второй памятник Кобзарю. ФОТО [Архівовано 12 серпня 2017 у Wayback Machine.] // повідомл. за 11 березня 2014 року на http://zhzh.info/ [Архівовано 15 вересня 2016 у Wayback Machine.]
5. ↑  У Коростені демонтували пам'ятник Леніну. Архів оригіналу за 22 березня 2016. Процитовано 8 вересня 2021.
6. ↑  У Коростені демонтували ще два радянські пам'ятники. www.ukrinform.ua (укр.). Процитовано 14 травня 2022.